# Dejan Levanič
‎
Dejan Levanič, slovenski politik, sociolog in filozof, * 9. maj 1981.

## Življenjepis
Trenutno je sekretar na ministrstvu za delo, družino, socialne zadeve in enake možnosti. V obdobju 2003 - 2007 je opravljal funkcijo predsednika Mladega foruma Socialnih demokratov.

### Državni zbor
2008-2011
V času 5. državnega zbora Republike Slovenije, član Socialnih demokratov, je bil član naslednjih delovnih teles:
- Odbor za zunanjo politiko (član)
- Odbor za kulturo, šolstvo, šport in mladino (član)
- Odbor za delo, družino, socialne zadeve in invalide (član)

Na državnozborskih volitvah leta 2011 je kandidiral na listi SD.
Trenutno je glavni tajnik stranke Socialni demokrati.